# Szigeti Géza
Szigeti Géza (Alberti, 1929. szeptember 16. –) Jászai Mari-díjas magyar színész.

## Életpálya
Albertiben született, 1929. szeptember 16-án. Színészként 1953-ban diplomázott a Színház- és Filmművészeti Főiskolán. Pályafutását a Fővárosi Operettszínházban kezdte. 1956-tól az Ifjúsági Színház, 1959-től a Petőfi Színház tagja volt. 1964-től egy évadot a Pécsi Nemzeti Színházban töltött. 1965-től az Állami Déryné Színház majd a jogutód, Népszínház művésze volt 1978-tól 1990-ig.

## Fontosabb színházi szerepei
- William Shakespeare: III. Richárd... Henrik, Richmond grófja, később VII. Henrik király
- William Shakespeare: Rómeó és Júlia... Capulet
- Molière: Tartuffe... Tartuffe
- Molière: Képzelt beteg... Cléante, Angyalka imádója
- Bertolt Brecht: Antigoné... Első polgár
- Bertolt Brecht: Koldusopera... Filch
- Szophoklész: Elektra... Oresztész
- Georges Feydeau: Bolha a fülbe... Augiustin Ferraillon
- Marcel Achard: A bolond lány... Camille Sévigné
- Alexandre Breffort – Marguerite Monnot: Irma, te édes... Nestor; Oscar
- Stendhal: Vörös és fekete... Altamira
- Anton Pavlovics Csehov: Sirály... Trepljov, Irina fia
- Csingiz Ajtmatov: A versenyló halála... Csotbaj
- Alekszej Nyikolajevics Arbuzov: Egy szerelem története (Irkutszki történet)... Sétáló férfi
- Nyikolaj Alekszejevics Osztrovszkij: Az acélt megedzik... Klimka Marcsenko
- Nicola Manzari: Római gyerekek... Marco, mérnök
- Katona József: Bánk bán... Bánk bán, Magyarország nagyura
- Madách Imre: Az ember tragédiája... Ádám
- Jókai Mór: Gazdag szegények... Az ezredes
- Gárdonyi Géza: A bor... Baracs Imre
- Molnár Ferenc: Liliom... Lovas rendőr
- Illyés Gyula: Vértestvérek... Dózsa György
- Illyés Gyula: Fáklyaláng... Kossuth Lajos
- Móricz Zsigmond: Rokonok... Dr. Kopjás István, főügyész
- Móricz Zsigmond: Betyár... Inas
- Szigligeti Ede – Tabi László: Párizsi vendég... Várközi gróf
- Németh László: Villámfénynél... Nagy Imre körorvos
- Örkény István: Tóték... Tót
- Bródy Sándor: A tanítónő... Öreg Nagy
- Tamási Áron: Csalóka szivárvány... Samu, bácsi, öreg rokon és mindenes Czintosnál
- Tamási Áron: Boldog nyárfalevél... Gellért, fogságból hazatérő katona, jegyző
- Zilahy Lajos: A szűz és a gödölye... Idősb. Huben Sándor
- Bíró Lajos: Sárga liliom... Rád János, főkapitány; Basarcy András hadnagy
- Darvas József: Szakadék... Tanító
- Karinthy Ferenc – Aszlányi Károly: A hét pofon... Dr. Mayer
- Timár György: Pártfogoltak... Dömötör János, a Hungária autósiskola vezetője
- Fejes Endre: Rozsdatemető... Szuha Miklós
- Sarkadi Imre: Elveszett paradicsom... Sebők
- Békés Pál: Egy kis térzene... Tűzoltó
- Békés Pál: A hetedik kocsi... Dobos Sándor
- Raffai Sarolta: Egyszál magam... Imre bácsi
- Tabi László - Erdődy János: Szegény jó Márton... Répáss
- Benedek András: Csudakarikás... Király
- Romhányi József: Csipkerózsika... Király
- Páskándi Géza: A királylány bajusza... Törzsök király
- Tordon Ákos Miklós: Skatulyácska királykisasszony... Nagy Fidibusz király
- Zelk Zoltán: Az ezernevű lány... Ezeréves ember
- Fehér Klára: A teremtés koronája... Ölveczky
- Moldova György: Légy szíves Jeromos... Kovács Franci
- Végh Antal: A tékozló lány... Dr. Soós Sándor, állatorvos
- Gyurkó László: Szerelmem Elektra... Oresztész
- Kállai István – Mark Twain: Egymilliófontos bankjegy... Ábrahám
- Sós György: Pettyes... Papp
- Sós György: Tékozló fiatalok... Orgonás Károly, színész
- Fésűs Éva: A csodálatos nyúlcipő... Drágajó nagypapa
- Illés Endre – Vas István: Trisztán... Pleherin
- Illés Endre: Türelmetlen szeretők... Imre
- Babay József: Három szegény szabólegény... Főbíró
- Darvas Szilárd – Királyhegyi Pál: Lopni sem szabad... Sills, rendőrfelügyelő
- Ivan Bukovčan: Mielőtt a kakas megszólal... Tanító
- Hámori Tibor: A gyilkos nem én vagyok... Tomai Iván, filmrendező
- Fényes Szabolcs: Maya... Charlie
- Hubay Miklós – Ránki György - Vas István: Egy szerelem három éjszakája... A fiatal katona
- Hubay Miklós: Egyik Európa... Nic
- Csizmarek Mátyás – Vincze Ottó – Innocent Vincze Ernő: Boci-boci tarka... Rendőr
- Csizmarek Mátyás: Balkezes bajnok... Péter, sportújságíró
- Paul Burkhard: Tűzijáték... Róbert, kertész
- Fred Saidy – E. Y. Harburg: Szivárványvölgy... Howard
- Edmund Morris: Álom és valóság (Fatányér)... Glenn Dennison, Clara férje

## Díjai, elismerései
- Jászai Mari-díj (1972)
- Munka Érdemrend (1983)
- A Magyar Köztársaság Csillagrendje (1990)

## Filmek, tv
- Szabóné 1949
- Lúdas Matyi (1950)
- Dalolva szép az élet (1950)
- Kiskrajcár (1953)
- Hajnal előtt (1955)
- Pár lépés a határ (1959)
- A pénzcsináló (1964)
- Tudni illik, hogy mi illik... (sorozat)... Tanársegéd

- Az utcán (1965)
- Vendégségben (1965)
- A telefonálásról (1965)
- A vásárlásról (1965)
- A vendéglöben (1965)
- Az utazásról (1965)
- Színházban, moziban (1965)
- Az ajándékozásról (1965)
- Az udvarlásról (1965)
- Válasz a nézöknek (1965)
- A hivatalban (1965)
- Szilveszterkor (1965)
- Otthon (1965)
- Őrjárat az égen (sorozat) 3. rész (1970)
- Robog az úthenger (sorozat)

- Balatoni betyárok című rész (1977)
- Havannai kihallgatás (1977)
- Mire megvénülünk (sorozat) 4 - 5. rész (1978)
- Viadal (1981)